# Негрие, Франсуа-Оскар де
Франсуа-Оскар де Негрие (фр. François Oscar de Négrier; 2 октября 1839, Бельфор — 22 августа 1913) — французский военачальник, генерал, один из самых популярных полководцев Третьей французской республики, участник франко-прусской войны 1870—1871 годов, колониальной войны в Алжире (1881), франко-китайской войны (август 1884 — апрель 1885) и русско-японской войны (1904—1905).

## Биография

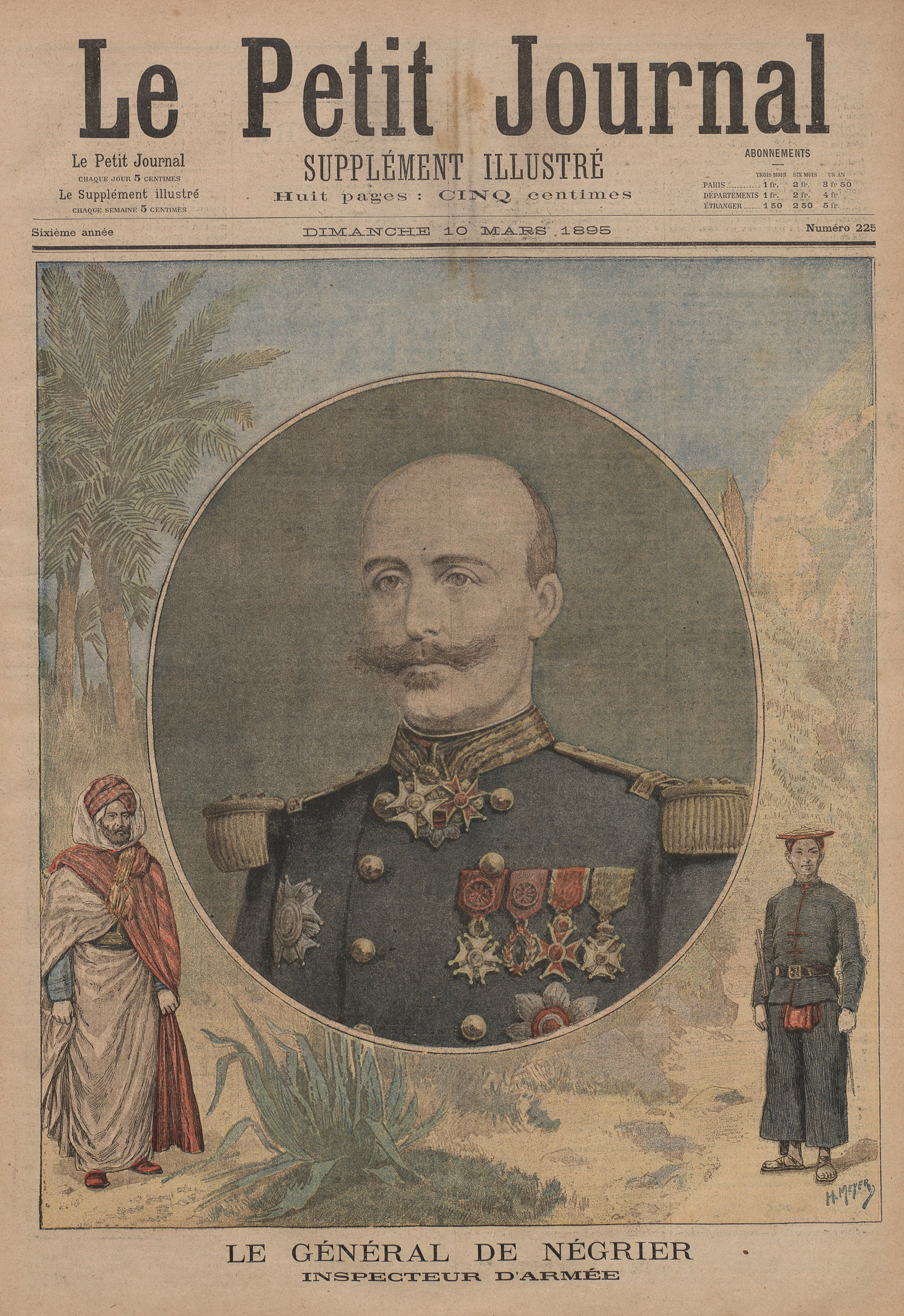
Генерал Франсуа-Оскар де Негрие на обложке Le Petit Journal

Служил в Рейнской армии под командованием маршала Ф. А. Базена во время франко-прусской войны 1870—1871 годов. Был среди тысяч французских офицеров, которые сложили оружие, когда Базен сдал свою армию в Меце. Впоследствии бежал из прусского плена и присоединился к национальной армии для продолжения борьбы с пруссаками.
В 1884 был послан в Индокитай в Тонкин, во время франко-китайской войны, командуя 2-й бригадой Тонкинского экспедиционного корпуса, завоевал Бакнинь и Лангшон, но в 1885 году подвергся нападению превосходящих сил китайцев и был ранен, после чего французы в поспешном отступлении должны были оставить Лангшон.
Несмотря на эту неудачу, де Негрие был назначен главнокомандующим. В 1887 вернулся во Францию и стал членом военного совета.
В 1899 военный министр генерал Галифе лишил его должности за сделанное им офицерам заявление о том, что военный совет ждёт только конца судебного процесса по делу Дрейфуса, чтобы принять меры для защиты армии от оскорблений, которым она подвергается благодаря попустительству со стороны правительства. Это сделало его героем французских националистов.
В 1900 году он был, отчасти под влиянием их агитации, восстановлен в своей должности.
В 1904 де Негрие был прикреплён к императорской армии Японии в качестве официального французского наблюдателя во время русско-японской войны и опубликовал отчёт о военных действиях в работе «Уроки русско-японской войны» (Лондон, 1905) сразу же после её окончания.
В армии носил прозвище Maolen (Мау-Лен, «Быстрее!»).
В 1904 вышел в отставку вследствие достижения предельного возраста.

## Награды
- Кавалер большого креста Ордена Почётного легиона
- Офицер Ордена Академических пальм
- Орден Христа (Португалия) и др.